# Llista d'ocells de Nova Zelanda
Aquesta llista d'ocells de Nova Zelanda inclou totes les espècies d'ocells actuals o extintes de Nova Zelanda: 335.
Els ocells s'ordenen per ordre i família.

## Struthioniformes
- Dinornithidae
  - Anomalopteryx didiformis
  - Megalapteryx didinus
  - Pachyornis elephantopus
  - Pachyornis australis
  - Pachyornis mappini
  - Emeus crassus
  - Euryapteryx geranoides
  - Euryapteryx curtus
  - Dinornis struthoides
  - Dinornis novaezealandiae
  - Dinornis giganteus
- Apterygidae
  - Apteryx mantelli
  - Apteryx rowi
  - Apteryx australis
    - Apteryx australis australis
    - Apteryx australis lawryi

  - Apteryx haastii
  - Apteryx owenii

## Sphenisciformes
- Spheniscidae
  - Aptenodytes patagonicus
  - Aptenodytes forsteri
  - Pygoscelis papua
  - Pygoscelis adeliae
  - Pygoscelis antarctica
  - Eudyptes chrysocome
  - Eudyptes pachyrhynchus
  - Eudyptes robustus
  - Eudyptes sclateri
  - Eudyptes chrysolophus
    - Eudyptes chrysolophus schlegeli

  - Megadyptes antipodes
  - Eudyptula minor
    - Eudyptula minor albosignata

  - Spheniscus magellanicus

## Procellariiformes
- Procellariidae
  - Macronectes giganteus
  - Macronectes halli
  - Fulmarus glacialoides
  - Thalassoica antarctica
  - Daption capense
  - Pterodroma macroptera
  - Pterodroma rostrata
  - Pterodroma lessonii
  - Pterodroma alba
  - Pterodroma inexpectata
  - Pterodroma solandri
  - Pterodroma neglecta
  - Pterodroma magentae
  - Pterodroma mollis
  - Pterodroma externa
  - Pterodroma cervicalis
  - Pterodroma cookii
  - Pterodroma leucoptera
  - Pterodroma nigripennis
  - Pterodroma axillaris
  - Pterodroma longirostris
  - Pterodroma pycrofti
  - Oceanites Māorianus
  - Halobaena caerulea
  - Pachyptila vittata
  - Pachyptila salvini
  - Pachyptila desolata
  - Pachyptila belcheri
  - Pachyptila crassirostris
  - Pachyptila turtur
  - Procellaria cinerea
  - Procellaria aequinoctialis
  - Procellaria parkinsoni
  - Procellaria westlandica
  - Aphrodroma brevirostris
  - Calonectris diomedea
  - Puffinus creatopus
  - Puffinus carneipes
  - Puffinus pacificus
  - Puffinus bulleri
  - Puffinus griseus
  - Puffinus tenuirostris
  - Puffinus nativitatis
  - Puffinus puffinus
  - Puffinus huttoni
  - Puffinus gavia
  - Puffinus assimilis
- Diomedeidae
  - Diomedea exulans
  - Diomedea epomophora
  - Diomedea nigripes
  - Thalassarche chrysostoma
  - Thalassarche melanophris
  - Thalassarche bulleri
  - Thalassarche cauta
  - Thalassarche eremita
  - Thalassarche chlororhynchos
  - Phoebetria fusca
  - Phoebetria palpebrata

## Pelecaniformes
- Phaetontidae
  - Phaethon rubricauda
- Pelecanidae
  - Pelecanus novaezealandiae
- Sulidae
  - Sula serrator
- Phalacrocoracidae
  - Phalacrocorax carbo
  - Phalacrocorax varius
  - Phalacrocorax sulcirostris
  - Phalacrocorax melanoleucos
  - Phalacrocorax punctatus
  - Phalacrocorax colensoi
  - Phalacrocorax campbelli
  - Phalacrocorax carunculatus
  - Phalacrocorax chalconotus
  - Phalacrocorax featherstoni
  - Phalacrocorax onslowi
  - Phalacrocorax ranfurlyi

## Ciconiiformes
- Ardeidae
  - Ardea pacifica
  - Ardea alba
  - Ardea intermedia
  - Ardea ibis
  - Egretta novaehollandiae
  - Egretta garzetta
  - Egretta sacra
  - Nycticorax caledonicus
  - Ixobrychus minutus
  - Ixobrychus novaezelandiae
  - Botaurus poiciloptilus
- Threskiornithidae
  - Plegadis falcinellus
  - Threskiornis molucca
  - Platalea regia
  - Platalea flavipes

## Anseriformes
- Anatidae
  - Mergus australis
  - Oxyura australis
  - Biziura delautouri
  - Pachyanas chathamica
  - Malacorhynchus scarletti
  - Hymenolaimus malacorhynchos
  - Tadorna variegata
  - Aythya novaeseelandiae
  - Anas aucklandica
  - Anas nesiotis
  - Anas chlorotis
  - Cnemiornis gracilis
  - Cnemiornis calcitrans
  - Cygnus sumnerensis

## Gruiformes
- Rallidae
  - Fulica chathamensis
  - Gallirallus modestus
  - Diaphorapteryx hawkinsi
  - Gallinula hodgeni
  - Gallirallus dieffenbachii
  - Capellirallus karamu
  - Aptornis otidiformis
  - Lewinia muelleri
  - Porphyrio porphyrio
  - Porphyrio mantelli
  - Porphyrio hochstetteri
  - Gallirallus australis

## Galliformes
- Phasianidae
  - Alectoris chukar
  - Alectoris rufa
  - Perdix perdix
  - Coturnix novaezelandiae
  - Coturnix ypsilophora
  - Phasianus colchicus
  - Pavo cristatus
- Numididae
  - Numida meleagris

## Charadriiformes
- Charadriidae
  - Haematopus finschi
  - Haematopus chathamensis
  - Haematopus unicolor
  - Anarhynchus frontalis
  - Himantopus novaezelandiae
  - Charadrius obscurus
  - Thinornis novaeseelandiae
  - Coenocorypha pusilla
  - Coenocorypha chathamica
  - Coenocorypha aucklandica
    - Coenocorypha aucklandica iredalei
    - Coenocorypha aucklandica barrierensis

  - Calidris canutus
- Laridae
  - Larus dominicanus
  - Larus novaehollandiae
  - Larus scopulinus
  - Larus bulleri
- Sternidae
  - Hydroprogne caspia
  - Chlidonias albostriatus
  - Sternula nereis davisae
- Stercorariidae
  - Stercorarius parasiticus
  - Catharacta lonnbergi

## Podicipediformes
- Podicipedidae
  - Tachybaptus novaeholland
  - Poliocephalus rufopectus
  - Poliocephalus poliocephalus
  - Podiceps cristatus

## Falconiformes
- Accipitridae
  - Circus eylesi
  - Circus approximans
  - Harpagornis moorei
  - Haliaeetus australis
- Falconidae
  - Falco novaeseelandiae

## Strigiformes
- Strigidae
  - Sceloglaux albifacies
  - Ninox novaeseelandiae

## Caprimulgiformes
- Aegothelidae
  - Aegotheles novaezealandiae

## Cuculiformes
- Cuculidae
  - Eudynamys taitensis
  - Chrysococcyx lucidus

## Psittaciformes
- Psittacidae
  - Nestor notabilis
  - Nestor meridionalis
  - Strigops habroptilus
  - Cyanoramphus novaezelandiae
  - Cyanoramphus malherbi
  - Cyanoramphus auriceps
  - Cyanoramphus unicolor
  - Cyanoramphus forbesi

## Columbiformes
- Columbidae
  - Hemiphaga novaeseelandiae

## Passeriformes
- Acanthisittidae
  - Xenicus longipes
    - Xenicus longipes longipes
    - Xenicus longipes stokesi
    - Xenicus longipes variabilis

  - Xenicus gilviventris
  - Traversia lyalli
  - Acanthisitta chloris
  - Pachyplichas yaldwyni
  - Pachyplichas jagmi
- Corvidae
  - Palaeocorax moriorum
  - Corvus frugilegus
- Motacillidae
  - Anthus novaeseelandiae
- Sylviidae
  - Megalurus punctatus
- Petroicidae
  - Petroica macrocephala
  - Petroica australis
  - Petroica longipes
  - Petroica traversi
- Pachycephalidae
  - Mohoua albicilla
  - Mohoua ochrocephala
  - Mohoua novaeseelandiae
- Acanthizidae
  - Gerygone igata
  - Gerygone albofrontata
- Meliphagidae
  - Notiomystis cincta
  - Prosthemadera novaeseelandiae
  - Anthochaera carunculata
- Callaeidae
  - Callaeas cinerea
    - Callaeas cinerea wilsoni
    - Callaeas cinerea cinerea

  - Philesturnus carunculatus
    - Philesturnus carunculatus rufusater
    - Philesturnus carunculatus carunculatus

  - Heteralocha acutirostris
- Pardalotidae
  - Anthornis melanura
  - Anthornis melanocephala
- Dicruridae
  - Rhipidura fuliginosa
- Zosteropidae
  - Zosterops lateralis
- Muscicapidae
  - Turnagra capensis
  - Megalurus rufescens
- Artamidae
  - Artamus personatus
  - Artamus superciliosus
- Cracticidae
  - Gymnorhina tibicen
- Sturnidae
  - Acridotheres tristis
  - Sturnus vulgaris
- Emberizidae
  - Emberiza citrinella
  - Emberiza cirlus
- Fringillidae
  - Fringilla coelebs
  - Carduelis chloris
  - Carduelis flammea
  - Carduelis carduelis
- Passeridae
  - Passer domesticus[1]